# Sonate K. 184
La sonate K. 184 (F.134/L.189) en fa mineur est une œuvre pour clavier du compositeur italien Domenico Scarlatti.

## Présentation
La sonate K. 184, en fa mineur, est notée Allegro. Passées les huit mesures carrées de l'ouverture, les thèmes évoquent l'Espagne avec leurs claquements de mains, de talon, les danses et les castagnettes. Cet exotisme est réalisé avec de nombreux frottements, ou quasiment de fausses relations et des gammes inhabituelles, tant et si bien que l'œuvre semble vibrer d'un son dissonant. À comparer avec la K. 179 et de nombreux autres cas.

Le manuscrit principal est le numéro 8 du volume II de Venise (1752), copié pour Maria Barbara ; les autres sont Parme II 13, Münster IV 35 et Vienne B 35.

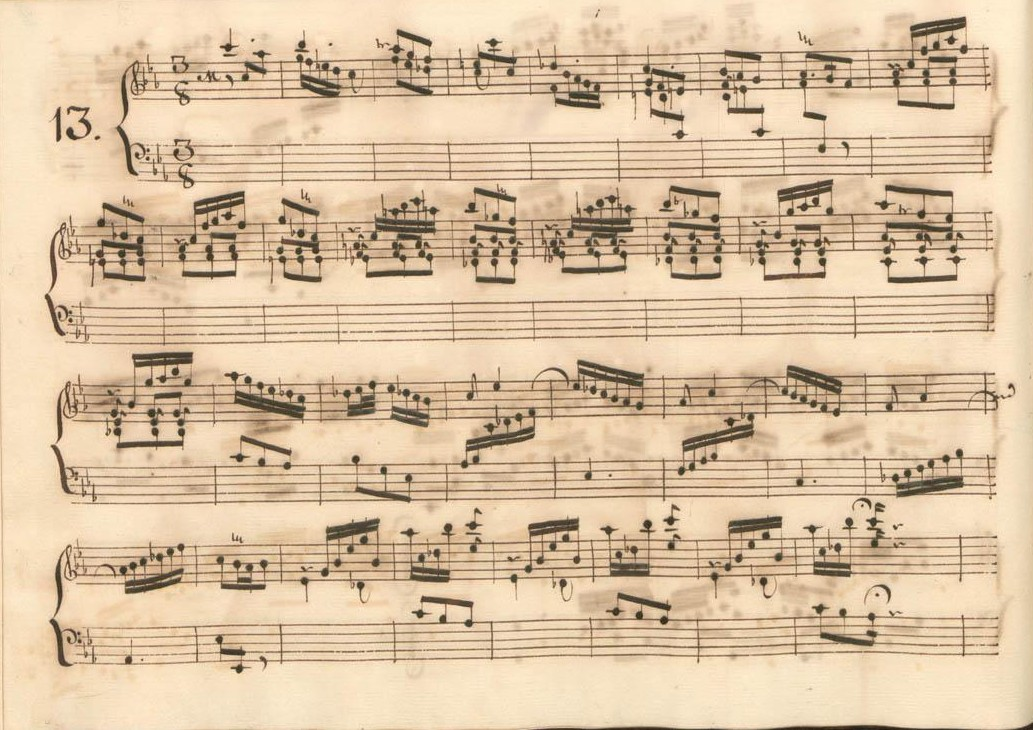
Parme II 13.
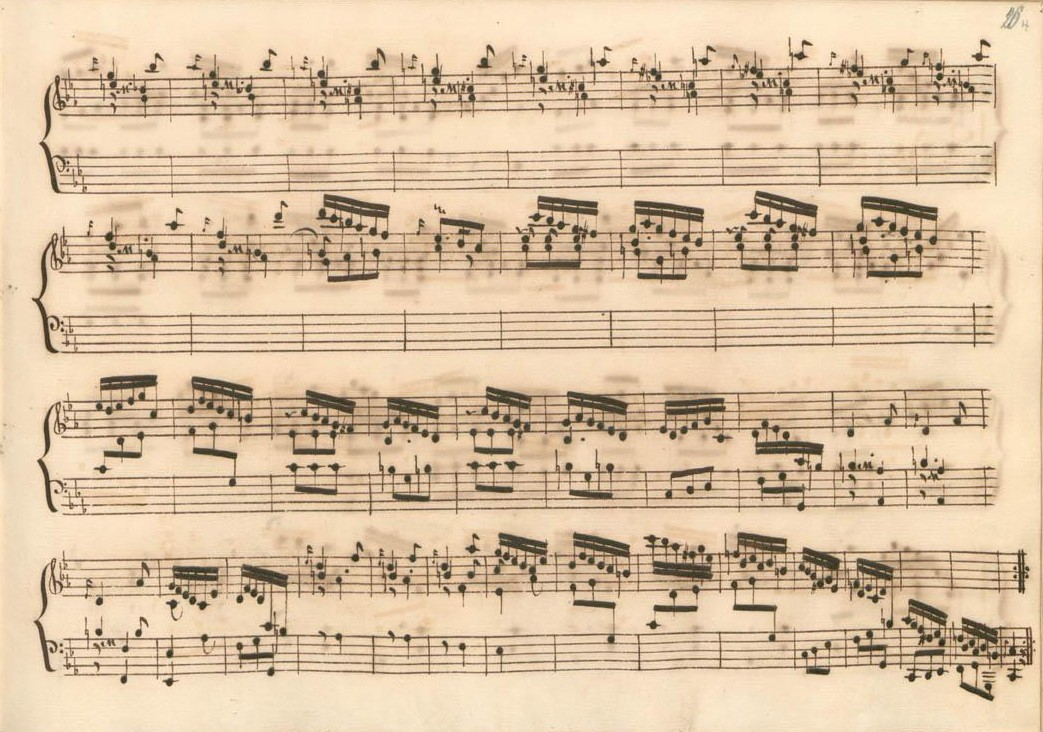
Parme II 13 (fin de la première partie).
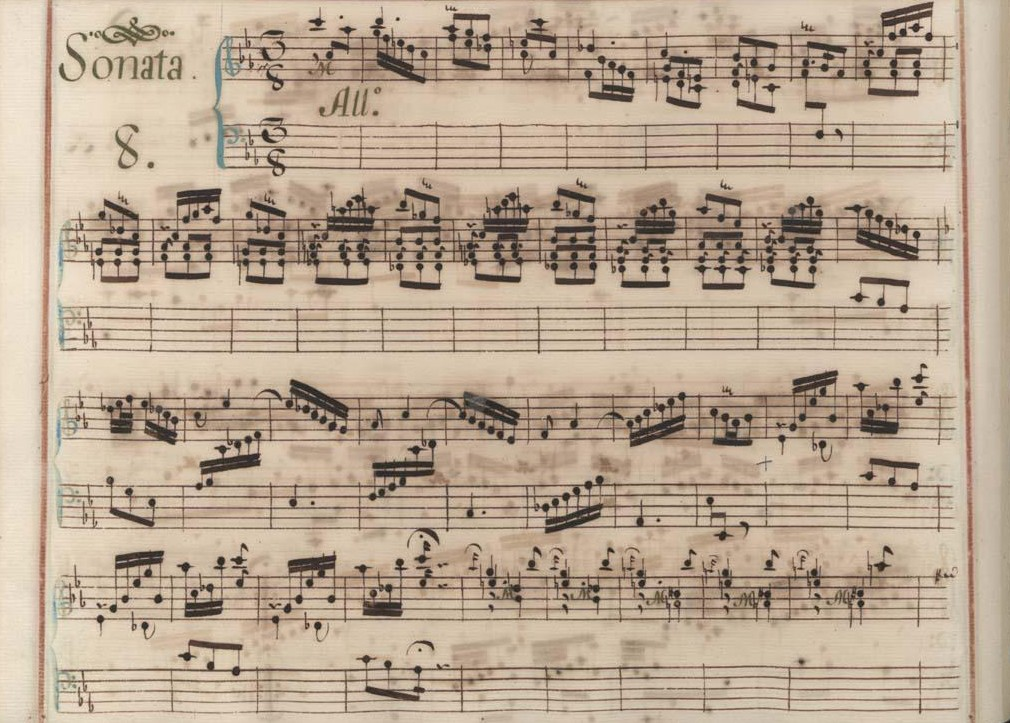
Venise II 8.
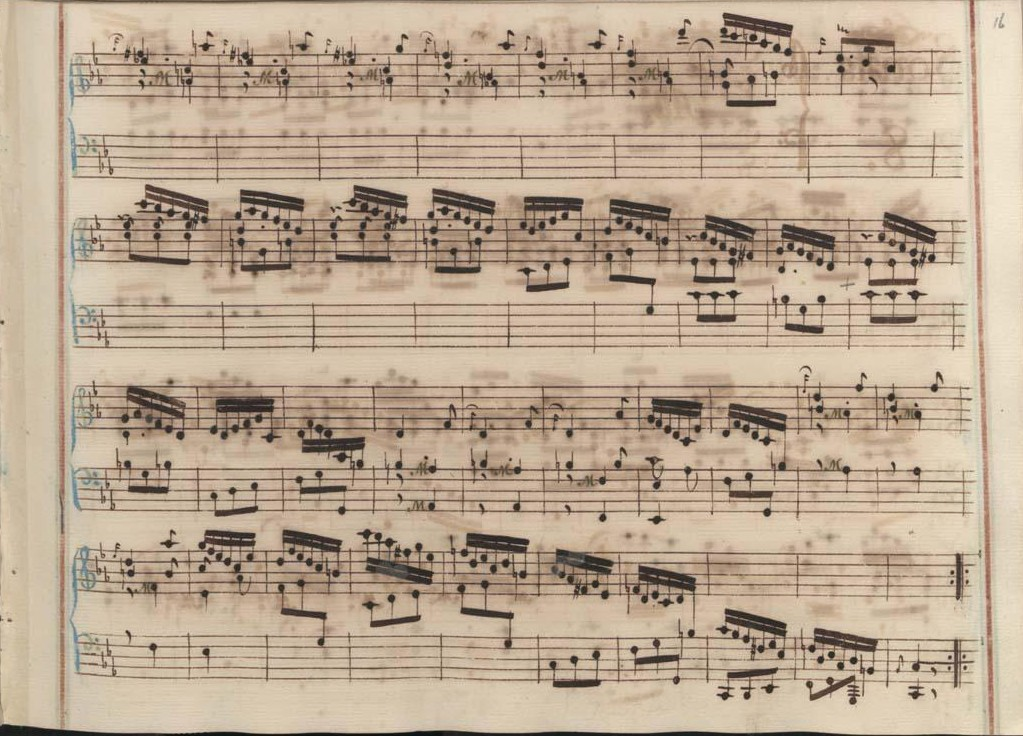
Venise II 8 (fin de la première partie).

## Interprètes
La sonate K. 184 est défendue au piano, notamment par Vladimir Horowitz (1981, RCA/Sony ; Londres, 22 mai 1982, Sony), Alexis Weissenberg (1985, DG), Eteri Andjaparidze (1994, Naxos, vol. 1), Michelangelo Carbonara (2010, Brilliant Classics), Carlo Grante (2009, Music & Arts, vol. 1) et Andrea Molteni (2021, Piano Classics) ; au clavecin par Gustav Leonhardt (1978, Seon/Sony), Scott Ross (1985, Erato), Kenneth Gilbert (1987, Novalis), Władysław Kłosiewicz (1997, CD Accord), Emilia Fadini (1999, Stradivarius, vol. 1), Richard Lester (2001, Nimbus, vol. 1), Pieter-Jan Belder (Brilliant Classics) et Amaya Fernández Pozuelo (2019, Stradivarius). Johannes Maria Bogner (2015, Fra Berbardo-Collophon) l'interprète sur un clavicorde Thomas Vincent Glück d'après Cristofori et Mie Miki à l'accordéon (1997, Challenge Classics Brilliant Classics).

## Sources
: document utilisé comme source pour la rédaction de cet article.
- Ralph Kirkpatrick (trad. de l'anglais par Dennis Collins), Domenico Scarlatti, Paris, Lattès, coll. « Musique et Musiciens », 1982 (1re éd. 1953 (en)), 493 p. (ISBN 978-2-7096-0118-4, OCLC 954954205, BNF 34689181).
- Alain de Chambure, « Domenico Scarlatti : Intégrale des sonates — Scott Ross », Erato (2564-62092-2), 1985 (OCLC 891183737) .
- (en) W. Dean Sutcliffe, The Keyboard Sonatas of Domenico Scarlatti and Eighteenth-Century Musical Style, Cambridge / New York, Cambridge University Press, 2008, xi-400 (ISBN 978-0-521-07122-2, OCLC 1005658462, BNF 42017486).